# Markus Messenzehl
Markus Messenzehl (* 20. Juni 1972 in Oberstdorf) ist ein deutscher Curler.
Sein internationales Debüt hatte Messenzehl im Jahr 1993 bei der Curling-Juniorenweltmeisterschaft in Grindelwald und gewann mit einer Bronzemedaille seine erste Medaille. Bei der EM 2002 wurde er erstmals Europameister. Bei der EM 2004 konnte Messenzehl den Titel des Europameisters erneut gewinnen.
Messenzehl spielte für Deutschland bei den Olympischen Winterspielen 2002 in Salt Lake City als Ersatzspieler. Die Mannschaft schloss das Turnier auf dem sechsten Platz ab.
Bei der Weltmeisterschaft 2011 war er Mitglied des „Team Kapp“ und beendete das Turnier auf dem sechsten Platz. Seit 2012 ist er im „Team Allgäu“ um Skip Andreas Lang aktiv.
Er ist Schulleiter der bayerischen Mittelschule in Immenstadt im Allgäu.

## Erfolge
- Europameister 2002, 2004.
- 2. Platz Weltmeisterschaft 2004.
- 3. Platz Juniorenweltmeisterschaft 1993.